# ماساتو جونز
ماساتو جونز (بالإنجليزية: Masato Jones)‏ هو مصمم أزياء بريطاني، ولد في 1978 في طوكيو في اليابان.